# Maid of the Mist
The Maid of the Mist er en række både der sejler ved Niagara Falls. Bådene der sejler der hedder alle sammen Maid of the Mist, efterfulgt af et romertal. Bådene starter et roligt sted på Niagara River, tæt ved Rainbow Bridge, og sejler derefter passagerene forbi de amerikanske vandfald, og derefter over til det meget større Niagara Falls, som ligger på den canadiske side. Man kan både tage turen fra den canadiske og den amerikanske side af floden.
Alle passagerene skal bære en blå Maid of the Mist plastik poncho på den amerikanske side eller en rød en på den canadiske, da man sandsynligvis bliver våd under turen.